# ViVi (ディスクジョッキー)
ViVi（ヴィヴィ、1973年2月4日 - ）は、2002年10月から2004年3月までエフエム九州 (CROSS FM) のナビゲーターを務めた女性。

## 出演
ALBUM CHART COUNTDOWN SUNDAY SUNSET TRAX（2002年10月 - 2003年3月）
大和良子、鈴木麻由に続く3代目のナビゲーターとして半年間出演。直前の時間帯には『KYUDEN J-POP POWER COUNTDOWN』が放送されており、同番組を担当していた永松ケンシとのクロストークが好評であった。
同じ時期に同局で放送されていた『CROSS RADIO 10』で、立山律子が休演した時の代役を務めたこともある。
CROSS AFTERNOON SHOW RADIO GOO（2003年4月 - 2004年3月）
前述の永松ケンシとのツインナビゲートで金曜を担当。火曜担当の信川竜太が休演した時の代役を務めたこともある。提供クレジットのナレーションもViViによるものであった。
この番組の終了以後、同局での担当番組はない。

## エピソードなど
2003年2月9日、CROSS FMがマリノアシティ福岡で『CROSS FM HEAVY ROTATION SPECIAL SAMPLER』なる無料CDを1,500枚ほど配布したが、その中に収録されたナレーションは彼女が担当した。このCDは、当時同局がヘヴィー・ローテーション・アーティストとして推していたダナ・グローバーを始め4人の女性アーティストの曲が収録されていた。
上記レギュラー番組への出演期間中、同局で放送の特別番組に出演することもあった。2003年3月21日にはスマイリー原島とともに『KDDI presents FUKUOKA NEW STYLE』を、同年4月29日には信川竜太とともに『McDonald's presents enjoy New! ENTERTAINMENT』を担当した。